# Halystina
Halystina là một chi ốc biển, là động vật thân mềm chân bụng sống ở biển trong họ Seguenziidae.

## Các loài
Các loài trong chi Halystina gồm có:
- Halystina globulus Poppe, Tagaro & Dekker, 2006[2]